# Yuanfuliïta
La yuanfuliïta és un mineral poc comú de la classe dels borats, que pertany al grup de la warwickita. Rep el nom del geòleg xinès Yuan Fuli (1893-1987), el qual pertany al grup de la Warwickita.
La yuanfuliïta és un borat de fórmula química Mg(Fe3+,Al)O(BO₃). La seva duresa a l'escala de Mohs és 5 a 6. Segons la classificació de Nickel-Strunz, la yuanfuliïta pertany a «06.AB: borats amb anions addicionals; 1(D) + OH, etc.» juntament amb els següents minerals: hambergita, berborita, jeremejevita, warwickita, karlita, azoproïta, bonaccordita, fredrikssonita, ludwigita, vonsenita, pinakiolita, blatterita, chestermanita, ortopinakiolita, takeuchiita, hulsita, magnesiohulsita, aluminomagnesiohulsita, fluoborita, hidroxylborita, shabynita, wightmanita, gaudefroyita, sakhaita, harkerita, pertsevita-(F), pertsevita-(OH), jacquesdietrichita i painita.
S'ha trobat en dipòsits de bor a Zhuanmiao (Xina), i en roques ultramàfiques d'Inglefield Land (Groenlàndia). També hi ha registres d'aquest mineral a Aldan (Sibèria, Rússia) i a les mines de Nuestra Señora del Carmen (Jumilla, Múrcia).